# 飛虎 (雜貨)

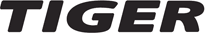
直至2016年6月所用的商標

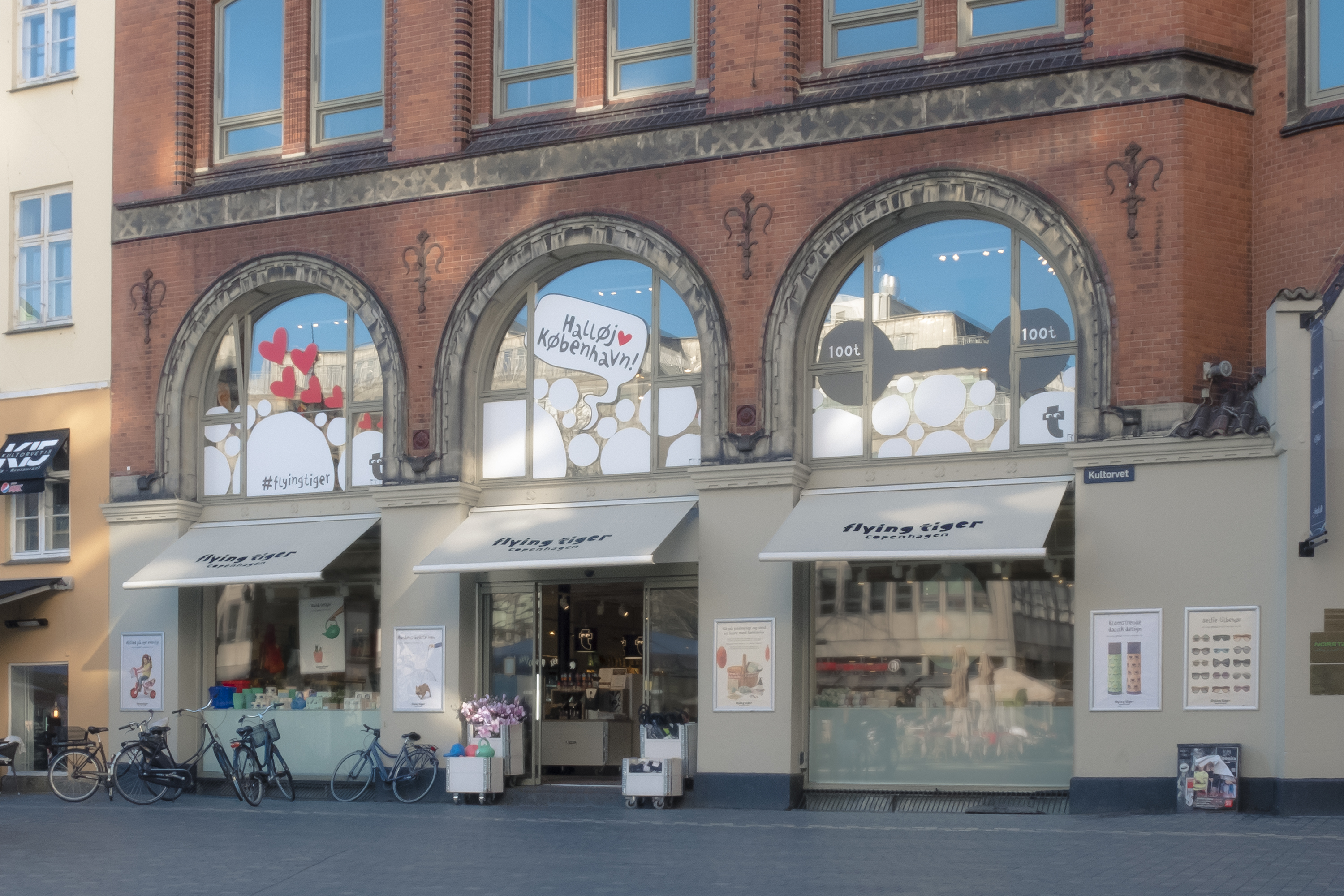
位於哥本哈根市中心的商舖

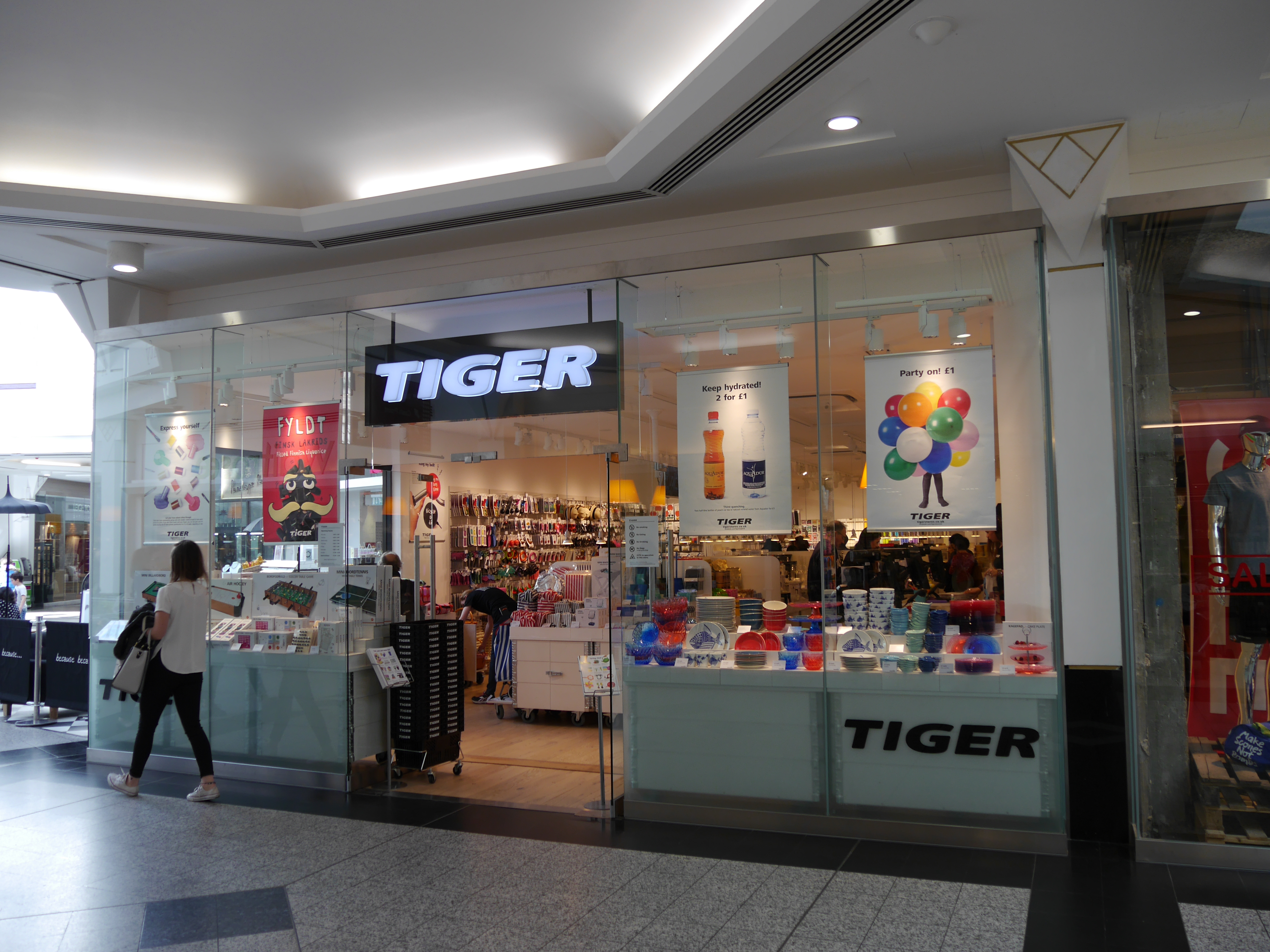
位於倫敦帕特尼的商舖

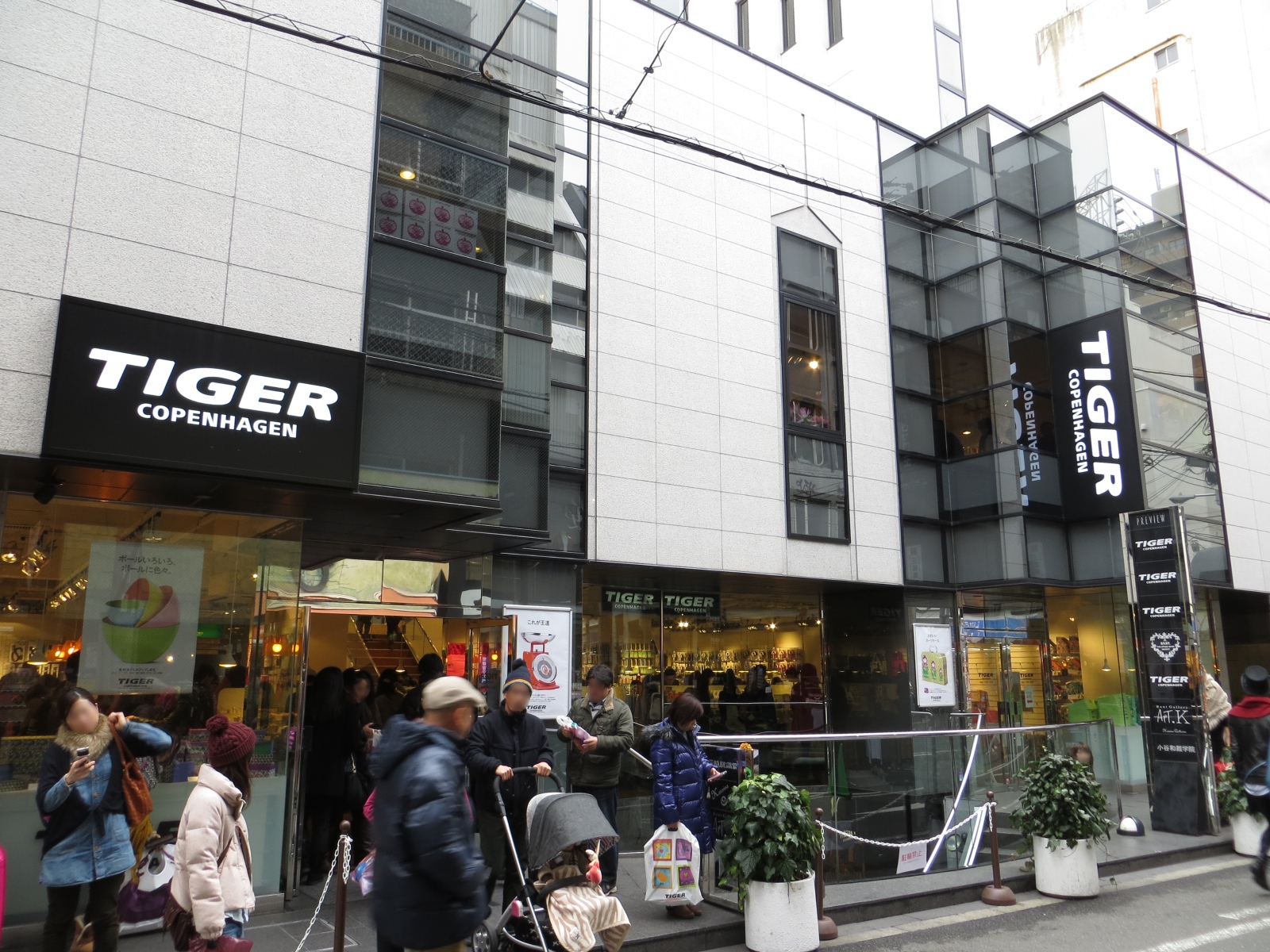
位於大阪美國村的商舖

飛虎，於1995年在丹麥哥本哈根成立，是個「10元店」連鎖集團，直到2015年全球已經有超過500間店舖，其最主要市場為丹麥、英國、西班牙和意大利。根據其創辦人於2014年所述，飛虎的顧客人數達3千9百萬。

## 收購合併
2012年，EQT Partners收購了飛虎母公司Zebra A/S的7成股份。